# Attacobius luederwaldti
Attacobius luederwaldti là một loài nhện trong họ Corinnidae.
Loài này thuộc chi Attacobius. Attacobius luederwaldti được Cândido Firmino de Mello-Leitão miêu tả năm 1923.